# Józef Chang Chu-gi
Józef Chang Chu-gi (kor. 장주기 요셉) (ur. 1802 w Suwon w Korei; zm. 30 marca 1866 w Galmaemot w Korei) – koreański katechista, męczennik, święty Kościoła katolickiego.
Chang Chu-gi urodził się w Suwon w zamożnej rodzinie. W wieku 26 lat, podczas choroby, został ochrzczony przez Pacyfika Yu Pang-ji, księdza chińskiego pochodzenia. Również jego żona i dzieci przyjęły chrzest.
W późniejszym czasie misjonarz Piotr Maubant mianował go katechistą. Gdy w 1855 w Paeron otworzono seminarium duchowne, Józef Chang Chu-gi zaoferował swój dom na potrzeby tworzonej uczelni, w której następnie pełnił obowiązki dozorcy.
Podczas prześladowań katolików został aresztowany razem z misjonarzami 1 marca 1866 roku ojciec Antonine Pourthié próbował przekupić prześladowców, żeby uwolnili Józefa Chang Chu-gi, jednak ten nie chciał opuścić duchownych. Gdy więźniów miano przenieść do Seulu, Pourthié doprowadził do uwolnienia Józefa Chang Chu-gi, który wrócił do Paeron. Pięć dni później, gdy Józef Chang Chu-gi próbował kupić ryż w Norukol został ponownie aresztowany i przekazany gubernatorowi Chech'ŏn. Józef Chang Chu-gi przyznał, że budynek seminarium był jego własnością. Mimo to gubernator próbował go uratować i w związku z tym namawiał do wyrzeczenia się wiary. Ponieważ Józef Chang Chu-gi nie zgodził się, wysłano go do Seulu, gdzie poddano go torturom. Został skazany na śmierć 24 marca 1866 i ścięty 30 marca w Galmaemot w ówczesnej prowincji Chungcheong.
Dzień jego wspomnienia przypada 20 września (w grupie 103 męczenników koreańskich).
Beatyfikowany 6 października 1968 roku przez Pawła VI, kanonizowany 6 maja 1984 roku w Seulu przez Jana Pawła II w grupie 103 męczenników koreańskich.